# Берлінська вища школа музики
Королівська академічна вища школа музики (нім. Königlichen Akademischen Hochschule für Musik) — німецька консерваторія, яка працювала в Берліні. Була заснована в 1869 році, для керівництва нею був запрошений до Берліна з Ганновера Йозеф Йоахім, який очолював консерваторію до кінця життя.
У 1888 році в складі школи було створено Товариство старовинної музики, що включало в себе Музей музичних інструментів, в короткий термін — особливо після придбання в 1902 році винятковою за значенням колекції Сезара Снука (1145 інструментів) за фінансової підтримки імператорської сім'ї — перетворився в один з найбільших зібрань Європи (в 1935 році переданий в новостворений Державний інститут музикознавства).
На початку XX сторіччя Берлінська вища школа музики користувалася репутацією досить консервативного навчального закладу, хоча і цей період був відзначений певними досягненнями: так, в 1912 році Ванда Ландовска відкрила в ній перший в новітній історії клас клавесина. У 1920 році видатний організатор німецької музичної життя Лео Кестенберґ здійснив кардинальну реформу, організувавши призначення на пост директора школи прогресивно налаштованого Франца Шрекера, слідом за яким до кола викладачів увійшли багато видатних музикантів. У 1920-ті роки клас композиції в ній вів Пауль Гіндеміт. Школа, однак, сильно постраждала від арізаціі після 1933 року.
Починаючи з середини 1960-х рр. Берлінська вища школа музики (нім. Musikhochschule Berlin) пережила період реорганізацій і об'єднань: в 1964 році в її склад була включена Школа драматичного мистецтва, заснована Максом Рейнгардтом, в 1966 році вона об'єдналася з Міською консерваторією (колишня Консерваторія Штерна) і нарешті в 1975 році увійшла до складу Берлінського університету мистецтв.

## Директора
- Йозеф Йоахім (1869—1907)
- Герман Кречмар (1909—1920)
- Франц Шрекер (1920—1932)
- Георг Шюнеман (1932—1933)
- Фріц Штайн (1933—1945)
- Вернер Егк (1950—1953)
- Борис Блахер (1953—1971)
- Гельмут Ролофф (1971—1975)

## Відомі викладачі
- Карл Генріх Барт
- Хуго Беккер
- Ферруччо Бузоні
- Вальтер Гмайндль
- Леонід Крейцер
- Георг Куленкампф
- Анрі Марто
- Еґон Петрі
- Макс Росталь
- Ернст Фрідріх Карл Рудорф
- Отто Таубман
- Емануель Фоєрман
- Карл Флеш
- Карл Халір
- Людвіг Гельшер
- Пауль Гіндеміт
- Рейнхард Шварц-Шиллінг
- Густав Шек
- Арнольд Шенберг
- Артур Шнабель
- Макс Штруб
- Єнс Петер-Майнц
- Вольфґанґ Емануель Шмідт
- Данжуло Ішізака

## Відомі випускники
- Віктор Бабін
- Вітя Вронскі
- Бруно Лукк
- Фердинанд Ляйтнер
- Енріко Майнарді
- Енно Поппе
- Сінїті Судзукі
- Ґрете Султан
- Серджіу Челібідаке
- Клаус Еґґе
- Макс Раабе